# Cuvelai
Cuvelai ist ein Landkreis in Angola, im Südwesten Afrikas.
In Cuvelai ist der nördliche Ausgangspunkt des Oshana-Systems, eines Wassernetzwerks, das auch als Cuvelai-System oder Cuvelai-Feuchtgebiet bekannt ist. Es führt bis ins benachbarte Namibia. An der Grenze bildet es ein 130 km breites Delta von temporär auftretenden Wasserläufen.

## Verwaltung
Cuvelai ist ein Landkreis (Município) in der Provinz Cunene. Der Kreis hat 67.100 Einwohner (Schätzung 2019) auf einer Fläche von 16.270 km². Die Volkszählung 2014 ergab 57.398 Einwohner.
Sitz des Kreises ist Omukologonjo (auch Mukolongondjo geschrieben).
Vier Gemeinden (Comunas) bilden den Kreis Cuvelai:
- Calonga
- Cuvati
- Omukologonjo (auch Mukolongondjo)
- Omunda (auch Mupa)